# Abraham Gotthelf Kästner

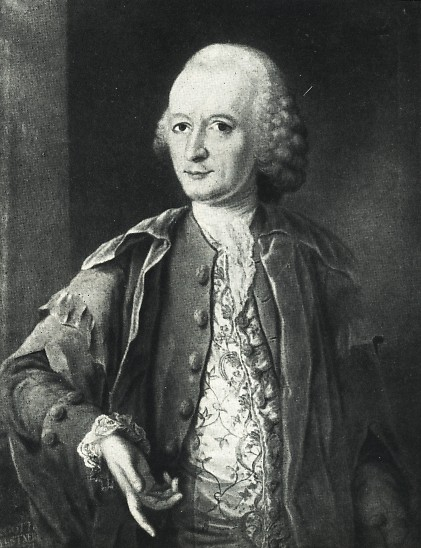
Abraham Gotthelf Kästner, schilderij van Johann Heinrich Tischbein

Abraham Gotthelf Kästner (Leipzig, 27 september 1719 - Göttingen, 20 juni 1800) was een Duitse wiskundige en opsteller van epigrammen.

## Levensloop
Hij was de zoon van de hoogleraar rechten Abraham Kästner. In 1757 trouwde hij na een twaalfjarige verloving met Anna Rosina Baumann. Op 4 maart 1758 overleed zijn vrouw aan een longziekte. Later kreeg hij een dochter, Catharina, bij zijn huishoudster-kok.
Kästner studeerde vanaf 1831 in Leipzig rechten, filosofie, natuurkunde, wiskunde en metafysica. In 1733 werd hij tot notaris benoemd. In 1739 habiliteerde hij aan de Universiteit van Leipzig. Kästner gaf lezingen over wiskundige, filosofische, logische en juridische onderwerpen. In 1746 werd hij buitengewoon hoogleraar aan de Universiteit van Leipzig, waarna hij in 1756 tot hoogleraar in de natuurlijke historie en de meetkunde werd benoemd aan de Universiteit van Göttingen. Vanaf 1763 was hij tevens hoofd van de plaatselijke sterrenwacht. Kästner was eerst leraar en later collega van Lichtenberg en Erxleben. Onder zijn andere studenten waren Johann Pfaff, de latere promotor van Carl Friedrich Gauss, Johann Tobias Mayer en Heinrich Brandes.
Abraham Gotthelf Kästner stierf op tachtigjarige leeftijd in 1800 te Göttingen.

## Werk

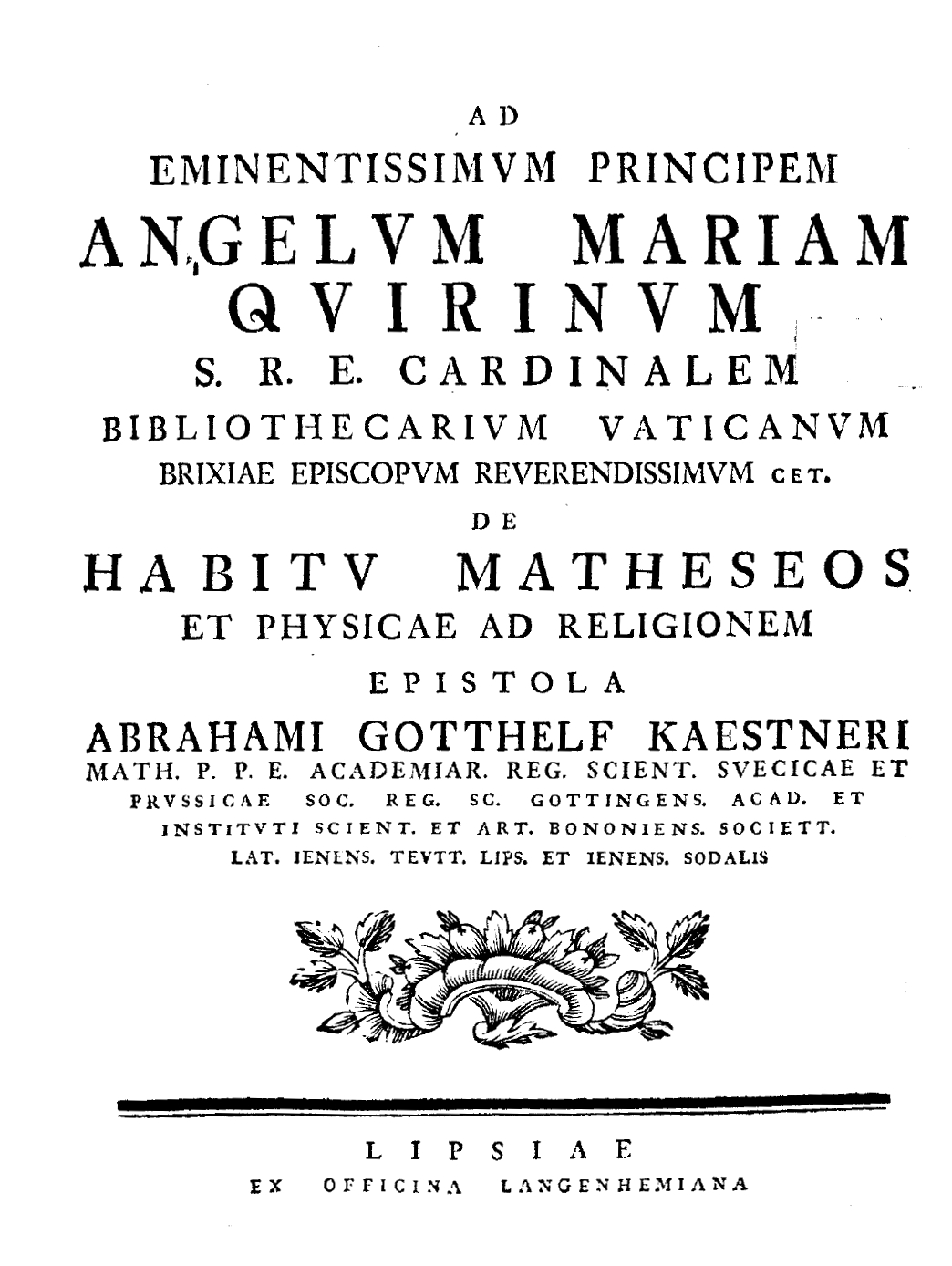
De habitu matheseos et physicae ad religionem, 1752

Van zijn talrijke geschriften over de wiskunde springen zijn Anfangsgründe der Mathematik ('Beginselen van de wiskunde') (Göttingen 1758-1769, vier delen, zesde editie 1800) eruit. Ook zijn Geschichte der Mathematik ('Geschiedenis van de wiskunde') (Göttingen 1796-1800, vier delen), dat hij aan het eind van zijn leven schreef, wordt als een scherpzinnig werk beschouwd.
Het bekendst werd Kastner echter door zijn gevoel van poëzie. Zijn puntdichten werden in 1781 eerst nog zonder zijn toestemming in Giessen uitgegeven. Zij vielen op door hun bijtende humor en scherpe ironie over verschillende publieke persoonlijkheden. Het zal niet verbazen dat deze puntdichten hem op veel kritiek kwamen te staan. Deze gedichten werden later uitgegeven in zijn Vermischten Schriften 1 en 2 (Altenburg 1783, twee delen) en ook in zijn Gesammelten poetischen und prosaischen schönwissenschaftlichen Werken (Berlijn 1841, vier delen), en ook nog later in Joseph Kürschners Duitse Nationaalliteratuur, Volume 73 (uitgegeven door Minor, Stuttgart 1883).